# The Joshua Tree
The Joshua Tree ist das fünfte Studioalbum der irischen Rockband U2 und wurde am 9. März 1987 von dem Label Island Records veröffentlicht. Die Produzenten waren Brian Eno und Daniel Lanois. Gewidmet ist das Album Bonos Freund und Roadie Greg Carroll, der 1986 im Alter von 26 Jahren bei einem Motorradunfall in Dublin starb.
Die Band verbindet bei The Joshua Tree den selbstbewusst-aggressiven Ton der Alben Boy und War sowie den eher stimmungsvollen und verästelten Ansatz von October und The Unforgettable Fire mit einer erhöhten Experimentierfreudigkeit sowie einfachen Melodien und musikalischen Strukturen. The Joshua Tree erhielt 2003 vom Rolling Stone den 26. Platz unter den 500 besten Alben der Popmusik. 2020 wählten die Redakteure des BBC Radio das Album als „beste Platte der 1980er-Jahre“.
Mit über 25 Millionen Verkäufen gehört The Joshua Tree zu den weltweit erfolgreichsten Musikalben.

## Geschichte

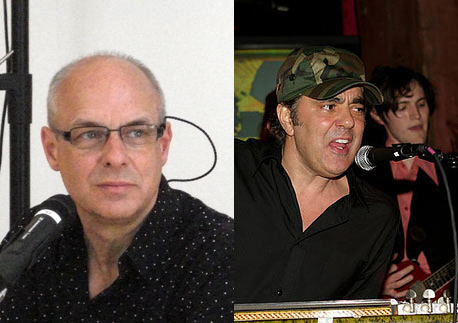
Brian Eno und Daniel Lanois produzierten das Album und arbeiteten das zweite Mal mit U2 zusammen

Nachdem U2 mit dem 1984 erschienenen Album The Unforgettable Fire und dem Live-Aid-Konzert im Juli 1985 einen ersten Karrierehöhepunkt erreicht hatte, begann die Band 1985 mit der Realisierung des Nachfolgealbums. Um eine angenehme Arbeitsatmosphäre zu schaffen, nahm die Band das Album nicht in einem Tonstudio, sondern in einem abgelegenen Haus (Danesmoate House) auf, in dem inzwischen Bassist Adam Clayton lebt. Zu dieser Zeit empfanden die Bandmitglieder die Entwicklung der Musik der 1980er-Jahre als eher negativ. Deshalb wollten sie ihrem neuen Album ein neuartiges Klangbild geben. Bassist Adam Clayton äußerte sich dazu wie folgt:

„Meiner Meinung nach fühlten wir uns mit dem, was zu dieser Zeit musikalisch passierte, überhaupt nicht verbunden, es war die Zeit des Synthie Pops. New Wave als amerikanische Antwort darauf hatte in Amerika noch nicht so richtig eingeschlagen, vielleicht waren A Flock of Seagulls gerade am Start, jedenfalls gab es bereits kleine Versuche, musikalisches Neuland zu erreichen.“

Das Album führt die akustischen Experimente von The Unforgettable Fire fort. So beginnt beispielsweise der erste Albumtitel Where the Streets Have No Name mit einer sanften Orgeleinleitung, ähnlich dem Ende von MLK, dem letzten Song des Albums The Unforgettable Fire, über die der Gitarrist The Edge ein einfaches, echogeladenes Arpeggio spielt. Dabei lässt er jede einzelne Note zwei- bis dreimal erklingen, was ein sehr dichtes Klangbild zur Folge hat. Dies wird durch eine Aufteilung (Splitting) des Eingangssignals in mehrere Einzelsignale erreicht, die dann mittels Verzögerungstechniken (Delay) zwischen 200 und 600 ms gegeneinander versetzt aufgenommen werden. Die einzelnen Echos wechseln dabei im Stereopanorama zusätzlich abwechselnd von rechts nach links.

Intro des Songs Where the Streets Have No Name

With or Without You, die erste Single des Albums und einer der bekanntesten Songs der Band, nutzt die oben erwähnte von Michael Brook entwickelte Technik namens „infinite guitar“, bei der ein auf das Feedback reagierender elektronischer Sensor die Erzeugung einer beliebig langen Ausklangsphase des Tones samt einer Veränderung der Obertonstruktur mittels eines Equalizers ermöglicht.

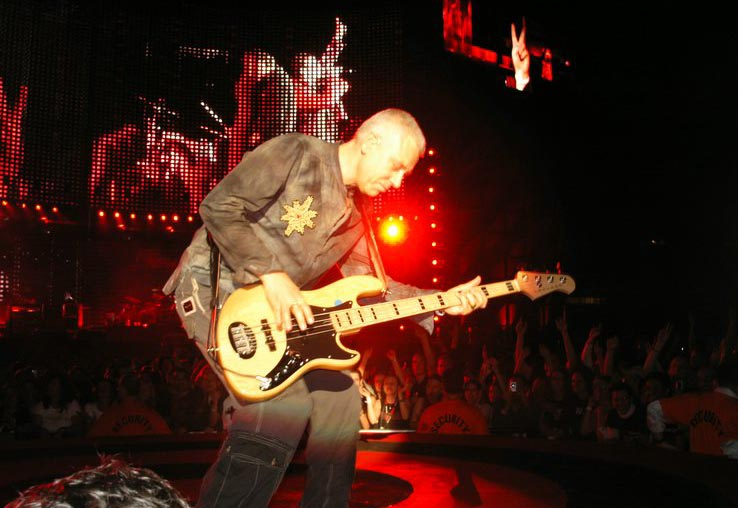
Bassist Adam Clayton

Musikalisch begann die Band amerikanischen Folk und Blues in ihr Songwriting mit einzubeziehen. Dieser Einfluss ist vor allem in der Ballade Running to Stand Still erkennbar, in der es um die Drogenproblematik in Dublin geht, und im Blues Trip Through Your Wires.
Der Rolling Stone bezeichnete das Album als eines der „drei Meisterwerke“ der Band, neben Achtung Baby und All That You Can’t Leave Behind; es tauchte auch in der Rolling-Stone-Liste der „500 besten Alben aller Zeiten“ auf Platz 26 auf. 2001 wurde The Joshua Tree vom CCM Magazine auf Platz 6 in der Liste der „bedeutendsten zeitgenössischen christlichen Musikalben aller Zeiten“ gewählt.
Dem Album folgte die weltweit ausverkaufte Joshua Tree Tour. Die Videos zu With or Without You und Where the Streets Have No Name (Regie: Meiert Avis) sowie zu I Still Haven’t Found what I’m Looking For (Regie: Barry Devlin) wurden auf MTV ausgestrahlt.

## Themen und Titelliste
Die elf Titel des Albums umkreisen einzelne Themengebiete und deren Beziehungen zueinander mit unterschiedlichen sprachlichen und musikalischen Gestaltungsmitteln.
Auf einer realen Ebene handelt das Album von der Aussöhnung mit dem Tod von Greg Carroll. Dies stellt sich auf einer allgemeingültigeren Ebene als eine Meditation über Verlust und Erlösung dar, welche sich zum Beispiel in den Symbolen von Wasser und Wüste sowie diversen biblischen Bezügen ausspricht.
Aus einer eher politisch-sozialen Sichtweise lobt und kritisiert das Album die USA sowohl ideell als auch in seinen realen Erscheinungsformen als ein gespaltenes, eher „fragwürdiges Land“. Der gleiche Konflikt wird wiederum in Liedern, welche die „menschliche Zerrissenheit“ schildern, aus einem eher persönlichen Blickwinkel reflektiert.
Der Produzent Brian Eno beschreibt dies zusammenfassend in folgenden Worten: „Das Ergebnis ist einfach eine reiche und dicht verflochtene Hülle, die Album genannt wird.“

### Politisches und Soziales
Das Album The Joshua Tree ist stark von U2s politischem und sozialem Engagement geprägt. Es werden Themen aufgegriffen, die im Album War, bei dem es zum Beispiel um den Nordirlandkonflikt (Sunday Bloody Sunday) oder die Gefahr eines Atomkrieges (Seconds) ging, nicht behandelt wurden.
Bullet the Blue Sky ist ein Angriff auf die damalige US-amerikanische Politik im mittelamerikanischen Staat El Salvador. Die USA unterstützten dort gegen erhebliche innen- und außenpolitische Widerstände die rechtsgerichtete, diktatorische Militärregierung. Diese führte einen Schmutzigen Krieg gegen Aufständische und politische Gegner und ermordete dabei Anfang der 1980er-Jahre etwa 40.000 Oppositionelle – etwa 0,8 % der Bevölkerung – quasi unter den Augen der zahlreichen US-Militärberater. Die auf den – von der US-Regierung offiziell bestrittenen bzw. verharmlosten – Massenmord an den Oppositionellen folgende relative innenpolitische Ruhe in El Salvador erklärte die Reagan-Regierung der amerikanischen Öffentlichkeit mit der Notlüge, dass die erfolgreich durchgeführte Landreform der dortigen Regierung zu einer allgemeinen Befriedung geführt habe. Zur Zeit der Entstehung des Albums 1987 war die staatliche, US-gestützte Unterdrückung noch in vollem Gang, bis Ende des Jahrzehnts stieg die Opferzahl auf etwa 70.000. Das Lied nutzt zur Unterstützung der textlichen Aussage einen aggressiven Schlagzeugrhythmus, eine dominante Bassline und einen klagenden Gitarrensound, der an das Geräusch fallender Bomben erinnert (Hörbeispielⓘ).

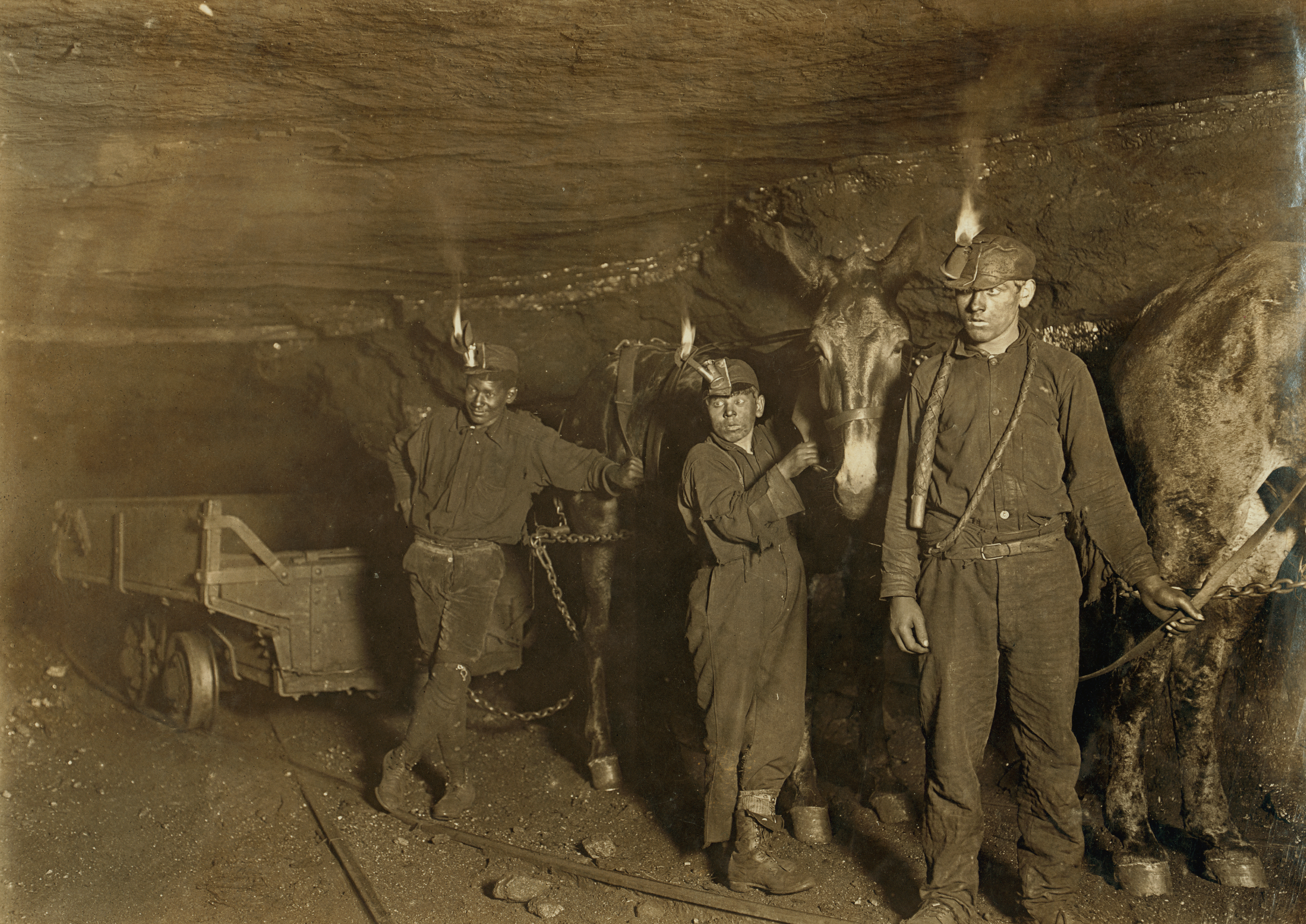
Steinkohlenbergbau – Thema von Red Hill Mining Town

Dies liegt auch daran, dass das Lied aus zwei Aufnahmen besteht, die – auf The Edges Wunsch – ineinander übergehen, was in der damaligen Zeit (ohne Sampler) technisch nur schwer zu realisieren war und zu Ungenauigkeiten in Bezug auf das Timing führte. Die Intentionen der Band werden auch an der Tatsache ersichtlich, dass sie diesen Titel auf der folgenden Tour mit einer Einspielung von Jimi Hendrix’ Version von The Star-Spangled Banner begannen.
Der Song Mothers of the Disappeared ist eine Klage für die Mütter der zehntausenden „Desaparecidos“ (aus dem Spanischen, wörtlich: „Die Verschwundenen“) – meist völlig unschuldigen Menschen, die in den 1970er- und 1980er-Jahren von lateinamerikanischen Militärdiktaturen als angebliche Staatsfeinde heimlich entführt und dann meist gefoltert und umgebracht wurden. Das bekannteste Beispiel ist die argentinische Militärdiktatur unter Videla und Galtieri ab 1976, Bono war sehr beeindruckt gewesen von der dortigen Mütterorganisation Madres de Plaza de Mayo. Auf späteren Konzerten in Südamerika wurden als Protest gegen die erneute Wahl des – ebenso wie die Argentinier belasteten – chilenischen Generals Augusto Pinochet in den dortigen Senat einige der Mütter auf die Bühne geholt, die dort Bilder ihrer verschwundenen Angehörigen und Freunde hochhielten. Bono wurde auch durch Reisen nach El Salvador und Nicaragua zu diesem Song inspiriert, womit ein enger Zusammenhang mit dem politischen Thema von Bullet the Blue Sky (siehe oben) besteht.
Der Titel Red Hill Mining Town wurde vom mit einer Niederlage der Gewerkschaft endenden Bergarbeiterstreik der britischen National Union of Mineworkers im Jahr 1984 inspiriert. Die Band legte dabei den Schwerpunkt eher auf die Schilderung der persönlichen und familiären Auswirkungen als auf politisch-soziale Analyse oder Anklage.
Zusätzlich zur politischen Thematik gibt es viele persönliche Songs. Zum Beispiel I Still Haven’t Found What I’m Looking For, in dem es um Bonos innere Kämpfe in Bezug auf Glaube und Versuchung geht, oder Where the Streets Have No Name, in dem Ausbruchsversuche der Jugend aus einer als „anonym empfundenen Großstadt“ beschrieben werden.

### Wasser und Wüste

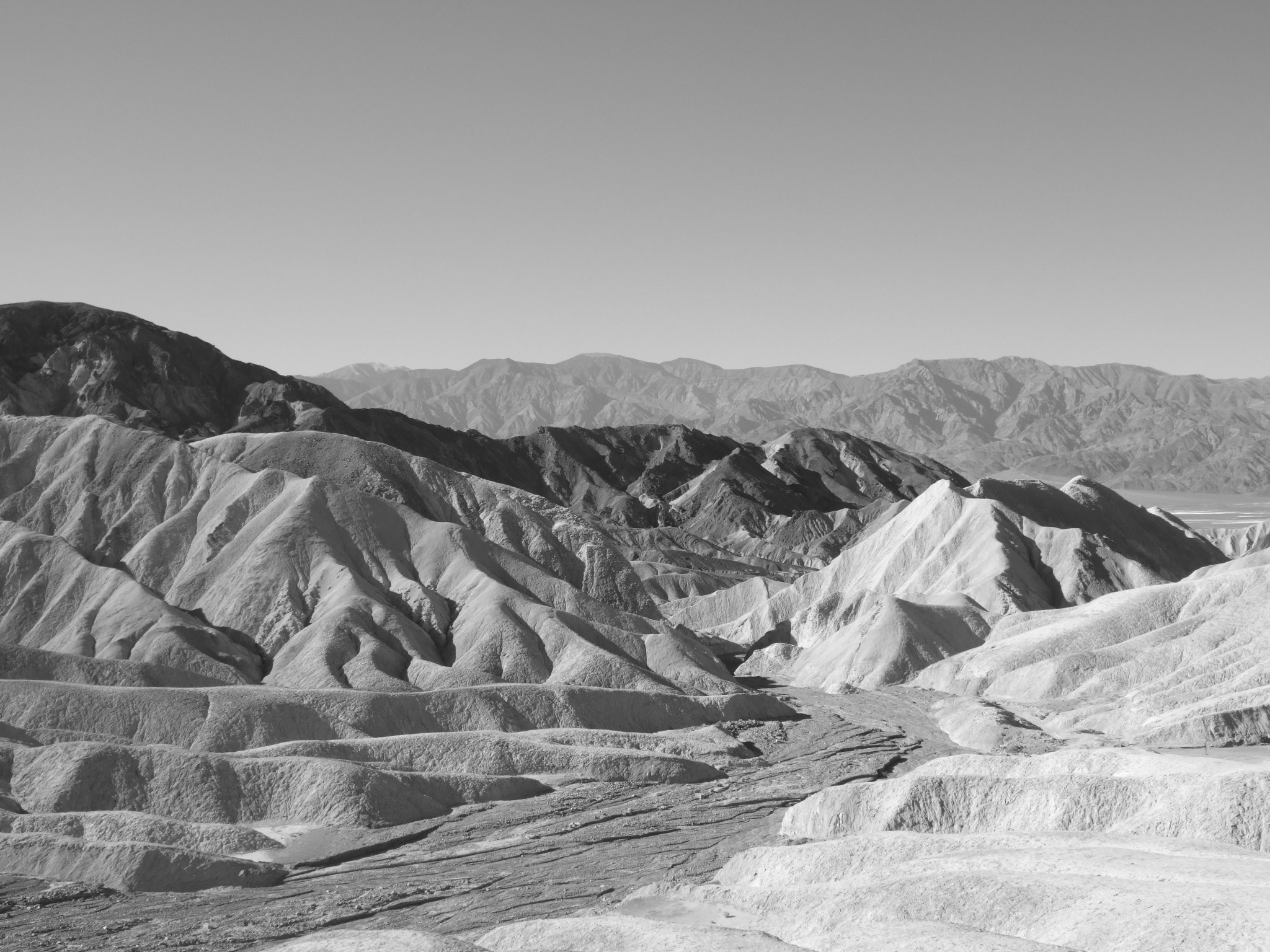
Zabriskie Point an der Stelle fotografiert, an der das Coverfoto entstand

Zahlreiche Aspekte des Albums sind mit den Themen Wasser und Wüste verbunden. Auf dem Cover ist beispielsweise eine Schwarz-Weiß-Fotografie der Band im Death-Valley-Nationalpark in der Wüste von Kalifornien zu sehen, die Anton Corbijn produzierte. Auch der titelgebende Joshua Tree selbst verweist auf die Thematik der Wüste.
Darüber hinaus gibt es im ganzen Album eine Vielzahl von lyrischen Bezügen zu Wasser und Wüste. Es sind 46 zu den Wörtern
rain, raining, rainin’, rainfall, flood, water, well, sea, ocean und river
und 17 zu den Begriffen
desert, dry, plain, heat, dust, sunlight und sun.
Am auffälligsten sind diese Bezüge bei dem Lied In God’s Country. Alleine schon in den ersten vier Versen gibt es eine Vielzahl von Anspielungen auf Wasser und Wüste:

“Desert sky, dream beneath the desert sky

The rivers run but soon run dry

We need new dreams tonight

Desert rose, dreamed I saw a desert rose …”

Wasser und Wüste, die schon im Alten Testament verwendeten poetischen Metaphern für Leben und Tod, Verlust und Erlösung und andere diametral entgegengesetzte, aber dennoch aufeinander bezogene Begriffe werden zur Darstellung verschiedenster Inhalte verwendet. Zusätzlich stellen sie eine cineastische Verbindung zum amerikanischen Südwesten dar, der eine filmhafte Kulisse für die Musik bildet – „eine Leinwand auf die gemalt wird“ (Bono). Damit sollen Assoziationen zu Begriffen wie Ländlichkeit, Reinheit, Erdverbundenheit, Frömmigkeit geweckt werden, um das „Blues- und Country-Feeling“ zu verstärken.

### Amerika
Als die Band mit der Arbeit am Album begann, kam das Gespräch auf Amerika und im Besonderen auf die Wüste im Südwesten. Schließlich beschlossen die Bandmitglieder, den Schauplatz ihres Albums dorthin zu verlegen, und sprachen mit dem Produzenten Brian Eno über den „filmischen Aspekt von Musik, wo … wo Musik tatsächlich eine Landschaft oder einen Ort vor dem geistigen Auge entstehen lassen kann und … dich wirklich dorthin bringen kann.“
Außerdem hatte zu dieser Zeit die amerikanische Literatur einen großen Einfluss auf die Bandmitglieder. The Edge erklärte in einem Interview, dass sie damals Kurzgeschichten von Raymond Carver, Norman Mailers The Executioner’s Song und andere amerikanische Werke lasen, welche die Band zu eigenen literarischen Anstrengungen animierten.

Ausschnitt aus dem Titel Running to Stand Still

Darüber hinaus begannen die Bandmitglieder, sich mit den amerikanischen Musiktraditionen wie Blues, Gospel, Soul, Rhythm and Blues und Country-Musik auseinanderzusetzen – Genres, mit denen sie bis zu dieser Zeit kaum Kontakt gehabt hatten.
So erinnert folgende Stelle aus dem Lied Running to Stand Still mit ihrer schlichten Begleitung und der melodieführenden Mundharmonika an wiederum auf ältere Vorbilder, Woody Guthrie und andere, zurückgehende, zur selben Zeit zum Beispiel von Bruce Springsteen aufgenommene Titel. Erst der Produzent Daniel Lanois brachte Bono den Geist der Gospelmusik näher. In einem Interview sagte er dazu:

„Ich mochte Gospelmusik schon immer und … ich habe Bono ermutigt, es damit zu versuchen, was er dann auch tat. Es war zu dieser Zeit total ungewöhnlich für U2, sich mit Gospel zu beschäftigen, aber ich glaube, es hat ihnen ein paar neue Perspektiven eröffnet.“

Nach diesen anfänglichen „Streifzügen“ in die Vielfalt amerikanischer Musik, Literatur und Geografie erkannten die Bandmitglieder, dass sie widersprüchliche Gefühle für das Land hegten. Befreiend als Idee und Platz zum Leben, beklemmend durch seine Machtfülle, seinen Einfluss und seine kontrovers bewertbare Außenpolitik. Ein Namensentwurf für das Album war „Die zwei Amerikas“, beeinflusst durch die Faszination und den starken Zweifel an Amerika und auch durch Bonos Reise nach El Salvador, wo er Augenzeuge eines amerikanischen Bombardements wurde.

### Verlust

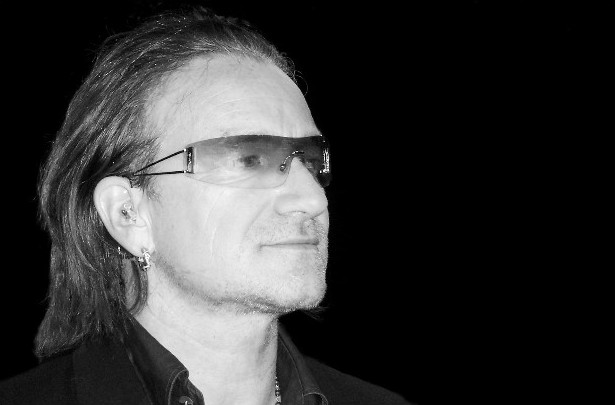
Bono (2003)

Viele der Lieder drücken einen subjektiv als groß empfundenen „Schmerz“ aus. Bono sagte dazu Folgendes:

„Ich denke, man kann The Joshua Tree nicht als irisch in irgendeinem offensichtlichen Sinn bezeichnen … aber auf eine sehr viel weniger … auf eine viel geheimnisvollere Weise ist es doch sehr irisch. Der Schmerz und die Melancholie, das ist typisch irisch.“

Laut Aussage des Co-Produzenten Daniel Lanois singt Bono bei den meisten Songs des Albums

„[…] an seiner oberen Grenze. Das ist etwas sehr Bezwingendes, wissen Sie, an Leuten, die sich selbst pushen… Es ist fast, wie wenn man Aretha Franklin hört […].“

Des Weiteren unterstützt The Edges Gitarrenspiel das Gefühl des Fehlens eines „Etwas“, da er bei einigen Liedern die für die Bestimmung des Tongeschlechts (Dur- oder Mollklang) entscheidende Terz der Akkorde weglässt. Dadurch entsteht ein Gefühl der Ungewissheit, der Mehrdeutigkeit und des Fehlens.

Strophe aus dem Song I Still Haven’t Found What I’m Looking For

Ein Beispiel hierfür ist die Strophe des Songs I Still Haven’t Found What I’m Looking For, in dem die Gitarrenbegleitung hauptsächlich auf Quinten beruht und die Terz meidet. Als umso „befreiender“ wird danach der in klarer Tonalität (Tonika Des-Dur, Dominante As-Dur, Subdominante Ges-Dur und Tonika Des-Dur) und mit zusätzlichen Keyboardklängen verstärkte Refrain empfunden. (Hörbeispielⓘ)
All diese Aspekte – Bonos doppeldeutige Texte und sein die Musik zusammenhaltender Gesang, The Edges dünnes und ätherisches Gitarrenspiel und Adam Claytons und Larry Mullen Juniors Rhythmusbasis – erschaffen ein Gefühl des „Mysteriösen, Doppeldeutigen und Unsicheren“.

### Dunkle Seiten
Auch im bisherigen Schaffen der Band eher selten thematisierte „dunkle menschliche Abgründe“ werden aufgegriffen. So schildert Exit einen Mann, der aufgrund religiöser Verblendung bzw. Psychose gewalttätig wird. Ob dies schließlich zu Mord oder Selbstmord führt, lässt der Text offen. Musikalisch wird dies durch extreme Wechsel und Steigerungen in Bezug auf Dynamik und Instrumentation, monoton wirkende, fast rein rhythmische Figuren sowie ungewohnte Keyboardklänge erreicht. So wechselt in folgendem Ausschnitt ein gleichförmiger, aus kleinen und großen Terzen gebildeter Rhythmus-Pattern mit einem sparsamer instrumentierten, nur von zwei Keyboardklängen gebildeten Teil. Dieser wird bezeichnenderweise durch das in der Musikgeschichte häufig als teuflisch empfundene Intervall des Tritonus gebildet, um danach in harmonisch „entspannende“, primär rhythmisch gebaute Gebilde überzugehen.
Ein weiteres Lied, in dem eine dunkle Seite aufscheint, ist Running to Stand Still. Das Lied beruht auf der wahren Geschichte eines Paares, das wegen seiner Drogenabhängigkeit weder Geld noch ein Dach über dem Kopf hat. Der Mann setzt schließlich alles auf eine Karte, indem er eine große Menge an Heroin nach Dublin schmuggelt und somit eine lebenslange Gefängnisstrafe riskiert. Die Geschichte spielt an einem Ort namens Ballymun the 7 Towers. Bono sagt in einem Interview folgendes dazu:

„Es gibt da einen Platz namens Ballymun the 7 towers … und er war sozusagen in unseren Hintergarten und wir spielten dort oft als Kinder. Dort gab es die größten Drogenprobleme.“

Der Titel Running to Stand Still geht auf Bonos im Computerbusiness beschäftigten Bruder zurück, welcher sagte, dass es ihm vorkomme, als ob er „renne, um stillzustehen“, da durch die hohen Rechnungen von seinem Lohn nichts übrig bliebe.

### Greg Carroll

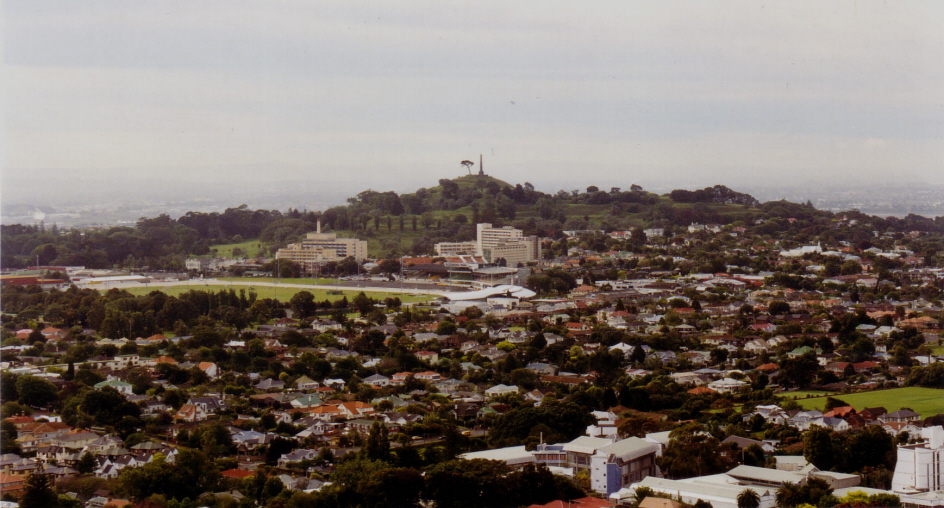
One Tree Hill in Neuseeland, noch bevor der Baum gefällt wurde

Greg Carroll, ein Māori aus Neuseeland, war Bonos persönlicher Assistent und enger Freund und ist in vielen Videos der Konzerte der Unforgettable Fire Tour in Europa, im Musikvideo zu dem Lied Bad und bei der Vorstellung der Band beim Live Aid Event 1985 zu sehen. Am 3. Juli 1986 starb Greg Carroll bei einem Motorradunfall in Dublin. Der tödliche Unfall ereignete sich, als Greg Carroll im Auftrag von Bono unterwegs war, um verschiedene Besorgungen zu machen.
Die Band traf ihn 1984 zu Beginn der Tour in Auckland (Neuseeland), wo es eine ganze Reihe Hügel vulkanischen Ursprungs gibt. Am ersten Abend führte Greg Carroll Bono auf einen der bekanntesten der vulkanischen Hügel, den One Tree Hill. Der One Tree Hill besitzt eine charakteristische, weithin sichtbare Silhouette, geprägt durch ein Steinmonument und einen damals noch vorhandenen Baum. An dieses Treffen soll das gleichnamige Lied erinnern. Schließlich beschloss die Band ihn einzuladen, sich ihrer Tournee anzuschließen. Bono sagte später in einem Interview dazu folgendes:
„Und in meiner ersten Nacht in Neuseeland nahm mich Greg zum One Tree Hill mit. Er arbeitete in der Musik- und Medienszene und Paul McGuinness dachte sich, dass dieser Junge zu pfiffig ist, wir können ihn nicht hier lassen, lasst ihn uns nach Australien mitnehmen.“
Carrolls Tod ist ein weiteres gemeinschaftliches Erlebnis, das die Band bei der Realisierung des Albums beeinflusst hat. Neben dem Lied One Tree Hill ist das ganze Album dem Andenken Greg Carrolls gewidmet.
Der Baum, der auf dem One Tree Hill stand, wurde im Jahre 2000 aus Sicherheitsgründen gefällt. Im selben Jahr ist auch der Joshua Tree, der auf dem Plattencover abgebildet ist, abgestorben und umgefallen.

### Religiöses
Der hebräische Name Joshua (יְהוֹשֻׁעַ), der Name für Josua, der Sohn des Nun, Moses Nachfolger und Führer der Israeliten, der im Alten Testament erwähnt ist, bedeutet in der griechischen Bibelübersetzung Jesus (Ιησους).

Seinen Namen erhielt der Joshua Tree von durchziehenden Mitgliedern der Kirche Jesu Christi der Heiligen der Letzten Tage (Mormonen), welche die dünnen ausgestreckten Äste des Baumes mit den zum Himmel empor gestreckten Armen des alttestamentlichen Volksführers Josua verglichen.

Strophe von With or Without You: „Sieh den Stein in deinem Auge; sieh den Dorn, der sich in deine Seite bohrt.“

Der religiöse Bezug ist in mehreren Titeln greifbar. In God’s Country wird auf die Geschichte von Kain und Abel verwiesen („I stand with the sons of Cain“). With or Without You spielt auf Jesu Dornenkrone an. I Still Haven’t Found What I’m Looking For ist dem Sprachduktus der Psalmen nachgebildet, wie eine Gegenüberstellung des Songtextes mit Psalm 69,2 zeigt:
„I have kissed honey lips – Felt the healing in her fingertips – It burned like fire – This burning desire – I have spoken with the tongue of angels – I have held the hand of the devil – It was warm in the night“ (I Still Haven’t Found What I’m Looking For)
„I sink in deep mire – where there is no foothold – I have come into deep waters – and the flood sweeps over me – I am weary with my crying – …“ (Psalm 69,2)

## Cover

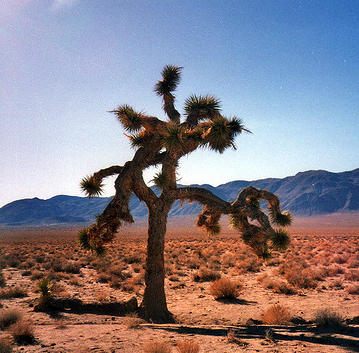
Der Joshua Tree des U2-Plattencovers, fotografiert im Dezember 1994

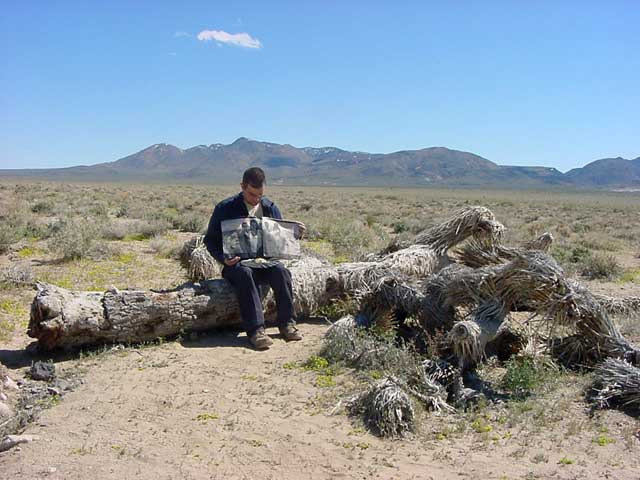
Der abgestorbene Joshua Tree des Plattencovers

Für die Gestaltung des Covers wurde der langjährige Fotograf der Band Anton Corbijn engagiert. Die Band reiste mit dem holländischen Fotografen im Dezember 1986 für drei Tage in die Mojave-Wüste von Kalifornien, um ein passendes Motiv für das Cover zu finden. Am Abend des ersten Tages erzählte Corbijn Bono von seiner Idee, auf dem Cover im Vordergrund einen Joshua Tree und im Hintergrund die Band abzubilden.

„[Am nächsten Morgen] kam [Bono] mit einer Bibel herunter […] und suchte die Stelle [über Joshua] in der Bibel und es bedeutete eine Menge für ihn. Er dachte, es sollte möglicherweise der Titel eines Albums sein […]“

Danach machten sich die Band und der Fotograf auf die Suche nach einem Joshua Tree. Schließlich fanden sie einen allein stehenden Baum, was insofern erstaunlich war, als diese Art von Bäumen normalerweise nur in Gruppen und nicht alleine wächst. Wohl um ein gewisses Numinosum zu bewahren, verrieten weder die Band noch der Fotograf bis heute, wo der besagte Baum zu finden ist. Dennoch machten sich einige Fans der Band auf die Suche und entdeckten schließlich auch den Baum, der mittlerweile wegen seiner Größe und seines hohen Alters im Jahr 2000 abgestorben und umgefallen ist. Verschiedene Fans haben den Baum auch in den folgenden Jahren wieder aufgesucht. Etliche Erinnerungsstücke haben sie dabei zurückgelassen. So befindet sich dort ein Logbuch, in das sich Fans eintragen können, und auch eine im Boden eingelassene Gedenktafel mit der Abbildung des Baumes und dem Schriftzug „Have you found what you are looking for?“. Der Baum befindet sich ungefähr an der Stelle folgender Koordinaten: 36° 19′ 51,04″ N, 117° 44′ 43,08″ W. Von den dort zu findenden Überresten des Baumes war von einem Fan ein Teil abgesägt worden, um einen kleinen Teil davon als Souvenir nach Hause zu nehmen. Nachdem dies im Februar 2015 von einem Fan entdeckt und publiziert worden war, reiste ein anderer Fan am Abend des dritten Mai zu den Überresten des Baumes und schraubte den abgesägten Teil wieder an.
Neben dem Bild auf der Rückseite der LP, das den Joshua-Baum zeigt, gibt es ein Coverfoto, auf dem eine Schwarz-Weiß-Fotografie der Band im Death-Valley-Nationalpark in der Wüste von Kalifornien abgebildet ist. Das Foto der Band wurde unterhalb des Aussichtspunktes Zabriskie Point gemacht. Die Koordinaten der Aufnahme sind: 36° 25′ 12,18″ N, 116° 48′ 49,62″ W.
Weitere Fotos für die LP, für Promotionmaterial und für die Cover der Singles wurden an verschiedenen Stellen innerhalb des Death Valley, vor dem Harmony Hotel in dem Ort Twentynine Palms, in der Nähe des Death-Valley-Nationalparks in Bridgeport, Kalifornien und in der Geisterstadt Bodie in Kalifornien gemacht.

## Veröffentlichungen
Am 9. März 1987 veröffentlichte U2 das Album The Joshua Tree. In den folgenden Monaten erschienen international die Singles With or Without You, I Still Haven’t Found What I’m Looking For und Where the Streets Have No Name. Zusätzlich wurden In God’s Country als vierte Single in Nordamerika und One Tree Hill als vierte Single in Neuseeland veröffentlicht.
Ursprünglich war auch das Lied Red Hill Mining Town als Single geplant, bis während der Proben für die Joshua Tree Tour offenbar wurde, dass Bono die hohen Noten des Songs nicht treffen konnte. Dies führte dazu, dass dies der einzige Song des Albums war, der während der Tour nicht gespielt wurde.
Die ursprüngliche CD-Pressung des Albums indizierte fälschlicherweise das Ende von One Tree Hill auf 4′43″ und den Anfang von Exit auf 4′53″. Die Ursache war eine abschließende, ruhigere Strophe von One Tree Hill („Oh, great ocean …“), welche dem verstummenden und scheinbar endenden Lied angehängt ist. Deshalb wurde diese Strophe lange dem Lied Exit zugerechnet, obwohl dies in starkem Widerspruch mit dem Klang und der Aussage dieses Songs steht. Der Fehler wurde in neueren Editionen korrigiert.
1996 brachte das Remaster-Label Mobile Fidelity Sound Lab eine 24 Karat Gold-CD des Albums heraus. Diese Edition hat leicht abgeänderte Laufzeiten. 1999 erschien die DVD The Joshua Tree aus der Reihe Classic Albums, die sich mit der Entstehung des Albums beschäftigt und viele Interviews enthält.
Am 16. Oktober 2007 bestätigte Billboard die US-Veröffentlichung einer 20-jährigen Jubiläumsausgabe der Platte zum 20. November 2007. In Deutschland und Österreich wurde das Album am 7. Dezember 2007 veröffentlicht. In der restlichen Welt erschien die Platte am 3. Dezember 2007. Das Album kam, neu gemastert und mit Bonusmaterial versehen, in verschiedenen Formaten auf den Markt. In Deutschland als Einzel-CD, Doppel-CD mit B-Seiten der Singles und unveröffentlichten Liedern auf der Zusatz-CD, als Limited Edition Doppel-CD im Karton mit zusätzlicher DVD, Buch und Kunstdrucken und als Doppel-Vinyl-LP.
Erstmals wird in dieser Veröffentlichung das ursprüngliche Foto von Anton Corbijn auch für das Cover der CD verwendet, wie es am Zabriskie Point 1986 aufgenommen und für das Vinyl-LP-Cover verwendet worden war. Corbjin hatte sich immer gegen das verzerrte CD-Cover-Foto ausgesprochen und auch in seinem Buch U2 & i. Die Photographien 1982–2004 geschrieben, dass er sich weiter für das Originalfoto des Fotoshootings auf dem Cover einsetzen werde.

## Bonus-DVD U2 Live From Paris
1. I Will Follow
2. Trip Through Your Wires
3. I Still Haven’t Found What I’m Looking For
4. MLK
5. The Unforgettable Fire
6. Sunday Bloody Sunday
7. Exit
8. In God’s Country
9. The Electric Co.
10. Bad
11. October
12. New Year’s Day
13. Pride (In the Name of Love)
14. Bullet the Blue Sky
15. Running to Stand Still
16. With or Without You
17. Trash, Trampoline and the Party Girl
18. 40
19. Outside, It’s America – Documentation
20. With Or Without You (Alternative Video)
21. Red Hill Mining Town (Video Unreleased)

## Rezeption

### Kritiken
Der Rolling Stone-Kritiker Steve Pond lobt The Joshua Tree als abwechslungsreichstes, differenziertes und trotzdem am leichtesten zugängliches Album der Band und erkennt eine starke Spiritualität. Bei With or Without You wird die behutsame Steigerung bis zum Höhepunkt im Sinne von Ravels Bolero gelobt. Metaphern wie „Feuer“, „Regen“ und „Wüste“ verlören jedoch durch allzu häufige Verwendung ihre Eindringlichkeit. Der Gefahr eines Plagiats von Springsteens Born in the USA und einer Entwicklung zum martialischen Stadionrock sei die Band aus dem Weg gegangen.
Jay Cocks, ein Kritiker des Time Magazines, bezeichnet The Joshua Tree als das bisher beste Album von U2 und lobt insbesondere das innovative Klangbild sowie das politische und soziale Engagement, das sich in Songs wie Bullet the Blue Sky oder Mothers of the Disappeared zeige. Wie im Rolling Stone wird die sich durch das ganze Album ziehende Spiritualität hervorgehoben, welche sich in vielen Songzeilen spiegele. Der britische Musiker Elvis Costello sagte folgendes dazu: „U2 is what church should be.“ Bei I Still Haven’t Found What I’m Looking For lobt er vor allem die eingängige Melodie. Abschließend preist Jay Cocks etwas überschwänglich U2s Musik als eine „Rettungsleine“, deren Melodien die Bewusstseinsschwelle des Publikums überschreiten und sich in den Träumen der Zuhörer einnisten.
Der Boston-Globe-Kritiker Steve Morse hebt die neuen musikalischen Richtungen und Stilmittel, wie die Einbindung von Orchestermusik/Instrumenten oder auch von Countryklängen hervor. Bonos Gesang und The Edges vielseitige Gitarrensoli werden ebenfalls positiv hervorgehoben. Einziger Kritikpunkt ist die zu offensichtliche christliche Symbolik, die allerdings durch das gute Zusammenspiel zwischen Musik und Text zum Teil wieder entschuldigt wird. Das Ende des Titels One Tree Hill erinnert den Kritiker an Soul-Musik von Otis Redding und die Inbrunst religiöser Hymnen wie Amazing Grace.
Eine negative Bewertung erfährt das Album in Eric Waggoners parodistischem Buch Hall of Shame, in dem Bonos Gesang mit dem Gejaule einer Katze verglichen wird, der man gerade auf den Schwanz getreten sei.
Auch Diedrich Diederichsen nahm im Magazin Spex seinerzeit einen Verriss vor.

### Musikpreise
MTV Awards 1987
- With or Without You (Single): Viewer’s Choice Award

Rolling Stone Magazine 1987
- The Joshua Tree (Album): Best Album, Best Album Cover, Best Producer (Daniel Lanois / Brian Eno), Best Songwriter (Bono)
- With or Without You (Single): Best Single, 2nd Best Video
- Where The Streets Have No Name (Single): 2nd Best Single, Best Video
- I Still Haven’t Found What I’m Looking For (Single): 3rd Best Single

Grammy Awards 1987
- The Joshua Tree (Album): Best Album
- The Joshua Tree (Album): Best Rock Performance By A Duo Or Group With Vocal

Grammy Awards 1988
- Where The Streets Have No Name (Single): Best Performance Music Video

## Kommerzieller Erfolg

### Chartplatzierungen

#### Album
| ChartsChartplatzierungen       | Höchstplatzierung | Wochen |
| ------------------------------ | ----------------- | ------ |
| Deutschland (GfK)              | 1 (81 Wo.)        | 81     |
| Irland (IRMA)                  | 2 (121 Wo.)       | 121    |
| Österreich (Ö3)                | 1 (61 Wo.)        | 61     |
| Schweiz (IFPI)                 | 1 (44 Wo.)        | 44     |
| Vereinigte Staaten (Billboard) | 1 (121 Wo.)       | 121    |
| Vereinigtes Königreich (OCC)   | 1 (201 Wo.)       | 201    |

| ChartsJahrescharts (1987) | Platzierung |
| ------------------------- | ----------- |
| Deutschland (GfK)         | 1           |
| Österreich (Ö3)           | 1           |
| Schweiz (IFPI)            | 1           |

| ChartsJahrescharts (1988) | Platzierung |
| ------------------------- | ----------- |
| Österreich (Ö3)           | 19          |

#### Singles
| Jahr | Titel                                      | Höchstplatzierung, Gesamtwochen/‑monate, AuszeichnungChartplatzierungen (Jahr, Titel, , Platzierungen, Wochen/Monate, Auszeichnungen, Anmerkungen) | Höchstplatzierung, Gesamtwochen/‑monate, AuszeichnungChartplatzierungen (Jahr, Titel, , Platzierungen, Wochen/Monate, Auszeichnungen, Anmerkungen) | Höchstplatzierung, Gesamtwochen/‑monate, AuszeichnungChartplatzierungen (Jahr, Titel, , Platzierungen, Wochen/Monate, Auszeichnungen, Anmerkungen) | Höchstplatzierung, Gesamtwochen/‑monate, AuszeichnungChartplatzierungen (Jahr, Titel, , Platzierungen, Wochen/Monate, Auszeichnungen, Anmerkungen) | Höchstplatzierung, Gesamtwochen/‑monate, AuszeichnungChartplatzierungen (Jahr, Titel, , Platzierungen, Wochen/Monate, Auszeichnungen, Anmerkungen) | Höchstplatzierung, Gesamtwochen/‑monate, AuszeichnungChartplatzierungen (Jahr, Titel, , Platzierungen, Wochen/Monate, Auszeichnungen, Anmerkungen) | Anmerkungen                                                                |
| Jahr | Titel                                      | DE | AT | CH | UK | US | IE | Anmerkungen                                                                |
| ---- | ------------------------------------------ | --- | --- | --- | --- | --- | --- | -------------------------------------------------------------------------- |
| 1987 | With or Without You                        | DE7 (19 Wo.)DE | AT15 (4 Mt.)AT | CH10 (14 Wo.)CH | UK4 (19 Wo.)UK | US1 (18 Wo.)US | IE1 (7 Wo.)IE | Erstveröffentlichung: März 1987 Wiedereinstieg in 2017 (1 Woche)           |
| 1987 | I Still Haven’t Found What I’m Looking For | DE13 (15 Wo.)DE | AT10 (2½ Mt.)AT | CH18 (9 Wo.)CH | UK6 (11 Wo.)UK | US1 (17 Wo.)US | IE1 (7 Wo.)IE | Erstveröffentlichung: Mai 1987 Wiedereinstieg in 2017 (1 Woche)            |
| 1987 | Where the Streets Have No Name             | DE44 (6 Wo.)DE | — | — | UK4 (6 Wo.)UK | US13 (14 Wo.)US | IE1 (7 Wo.)IE | Erstveröffentlichung: August 1987 Wiedereinstieg in 2017 (1 Woche)         |
| 1987 | In God’s Country                           | — | — | — | UK48 (4 Wo.)UK | US44 (12 Wo.)US | — | Erstveröffentlichung: November 1987                                        |
| 1988 | One Tree Hill                              | — | — | — | — | — | — | Erstveröffentlichung: 1988 nur in Neuseeland und Australien veröffentlicht |

Sowohl das Album als auch die später veröffentlichten Singles besetzten schon kurz nach ihrem Erscheinen weltweit die Spitzen verschiedener Charts. The Joshua Tree erreichte Platz 1 in vielen verschiedenen Ländern und konnte sich ungewöhnlich lange in den Hitparaden halten. In der Schweiz belegte The Joshua Tree 33 Wochen lang den ersten Platz in den Albumcharts. In Großbritannien blieb das Album für 129 Wochen in den Charts und kehrte noch zweimal nach dem Ausscheiden aus den UK Top 40 zurück. Im Jahr 1992 stand das Album erneut auf Platz 19. 1993 befand es sich noch auf Platz 27.
Dieses „Wiedereintreten“ in die Hitlisten trat nicht nur in den UK Top 40 auf. In den irischen Charts erreichte es nach zwei Konzerten von U2 im Slane Castle noch einmal die Top 5.

### Auszeichnungen für Musikverkäufe
The Joshua Tree erhielt schon nach wenigen Monaten eine Vielzahl von Gold- und Platin-Schallplatten. Insgesamt wurden weltweit über 20 Millionen Exemplare des Albums verkauft. 10 Millionen Stück davon entfallen auf die Vereinigten Staaten. Außerdem war es das am schnellsten verkaufte Album in der Geschichte Großbritanniens und erhielt bereits 28 Stunden nach der Veröffentlichung die erste Platin-Schallplatte. The Joshua Tree ist das meistverkaufte Album der Band.
| Land/Region                  | Auszeichnungen für Musikverkäufe (Land/Region, Auszeichnung, Verkäufe) | Verkäufe   |
| ---------------------------- | ---------------------------------------------------------------------- | ---------- |
| Argentinien (CAPIF)          | Platin                                                                 | 60.000     |
| Australien (ARIA)            | 5× Platin                                                              | 350.000    |
| Dänemark (IFPI)              | 3× Platin                                                              | 60.000     |
| Deutschland (BVMI)           | 2× Platin                                                              | 1.000.000  |
| Finnland (IFPI)              | Gold                                                                   | 27.965     |
| Frankreich (SNEP)            | 2× Platin                                                              | 600.000    |
| Hongkong (IFPI/HKRIA)        | Platin                                                                 | 20.000     |
| Italien (FIMI)               | Platin                                                                 | 50.000     |
| Kanada (MC)                  | Diamant                                                                | 1.000.000  |
| Mexiko (AMPROFON)            | Gold                                                                   | 100.000    |
| Neuseeland (RMNZ)            | 14× Platin                                                             | 280.000    |
| Niederlande (NVPI)           | Platin                                                                 | 100.000    |
| Norwegen (IFPI)              | Gold                                                                   | 50.000     |
| Österreich (IFPI)            | 3× Gold                                                                | 75.000     |
| Schweden (IFPI)              | Platin                                                                 | 100.000    |
| Schweiz (IFPI)               | Platin                                                                 | 50.000     |
| Spanien (Promusicae)         | 3× Platin (1987) · + Platin (2001)                                     | 400.000    |
| Vereinigte Staaten (RIAA)    | Diamant                                                                | 10.000.000 |
| Vereinigtes Königreich (BPI) | 10× Platin (Standard) · + Gold (Deluxe-Edition)                        | 3.100.000  |
| Insgesamt                    | 5× Gold · 47× Platin · 2× Diamant ·                                    | 17.322.965 |

Hauptartikel: U2 (Band)/Auszeichnungen für Musikverkäufe

## Coverversionen
Der große Erfolg des Albums führte dazu, dass in den folgenden Jahren viele Coverversionen einzelner Lieder erschienen. So veröffentlichten die Pet Shop Boys 1991 Where the Streets Have No Name in einer tanzbareren Version als Where the Streets Have No Name (I Can’t Take My Eyes Off You). Eine Liveversion des Titels von U2 und Bruce Springsteen wurde 1987 aufgenommen. Vanessa Carlton nahm ihn 2004 für ihr zweites, allerdings nur in Japan veröffentlichtes Album Harmonium auf. Auch die zweite Single I Still Haven’t Found What I’m Looking For coverten viele Künstler. Den größten Erfolg hatte dabei die Gruppe Chimes, die mit ihrer Version 1990 den sechsten Platz der britischen Charts belegte. Im Jahr 2003 veröffentlichen Cher und Bonnie Tyler sie als Coverversion erneut. Darüber hinaus wurde das Lied von Gregorian, einer Gesangsgruppe, die moderne Pop- und Rocksongs im mittelalterlichen Musikstil bearbeitet, vertont. Im deutschen Sprachraum wurde der Song vom Comedy-Duo Badesalz in einer „volkstümlichen“ Version aufgenommen.
With or Without You, das am zweithäufigsten gecoverte Lied von U2 überhaupt, wurde von Bands wie Keane und Gregorian neu bearbeitet. Erwähnenswert ist zudem die Liveversion des Liedes, an dem neben U2 auch Sting und Peter Gabriel mitgewirkt haben.
Doch auch in der klassischen Musikszene fand das Album Anerkennung, was sich an den Vertonungen einiger Lieder durch das London Symphony Orchestra, das Royal Philharmonic Orchestra und das Savitri String Quartet zeigt. Darüber hinaus coverte die Thrash-Metal-Band Sepultura das Lied Bullet the Blue Sky auf ihrem Album Roorback (2003).